# Saint-Hilaire-sur-Risle
Saint-Hilaire-sur-Risle é uma comuna francesa na região administrativa da Normandia, no departamento Orne. Estende-se por uma área de 6,56 km². Em 2010 a comuna tinha 321 habitantes (densidade: 48,9 hab./km²).